# Агия Варвара (окръг Пафос)
̀Агия Варва̀ра (на гръцки: Αγία Βαρβάρα) е село в Кипър, окръг Пафос. Според статистическата служба на Република Кипър през 2001 г. селото има 39 жители.
До 1974 г. по-голямата част от жителите му са кипърски турци. По време на кипърския конфликт, те се преместват в Каравас, Трахони, Пантагейя, Фамагуста и Морфу, като вместо тях се заселват кипърски гърци от север.